# ツキアカリのミチシルベ
「ツキアカリのミチシルベ」は、日本のロックバンド・ステレオポニーの5作目のシングルである。

## 解説
メジャーデビュー作「ヒトヒラのハナビラ」からちょうど1年（365日）目のリリースとなる2009年第4弾シングルであり、タイトル曲は「泪のムコウ」以来となるテレビアニメ主題歌。
通常盤のほか、アルバム『ハイド.ランジアが咲いている』収録曲「青春に、その涙が必要だ!」のミュージック・ビデオを収録したDVDが付属する初回生産盤、およびタイアップ作品であるテレビアニメ『DARKER THAN BLACK』のキャラクターをジャケット絵に配し、タイトル曲のTVサイズ版を収録したDARKER THAN BLACK盤（2009年12月末までの期間限定生産）が製作されている。
オリコン週間シングルチャートでは初登場8位を記録。「泪のムコウ」以来3作振りのトップ10入りを果たした。

## 収録曲
1. ツキアカリのミチシルベ (3:57)
作詞/作曲：AIMI 編曲：ステレオポニー/BOND×mw
TBS系テレビアニメ『DARKER THAN BLACK -流星の双子-』オープニングテーマ。
2. 橙色 (3:29)
作詞：SHIHO 作曲：AIMI 編曲：ステレオポニー/BOND×mw
3. fuzz (2:12)
作詞/作曲：AIMI 編曲：ステレオポニー/BOND×mw
4. ツキアカリのミチシルベ 〜Instrumental〜 (3:54)
通常盤、初回生産盤はこの曲までの4曲のみ収録。
5. ツキアカリのミチシルベ 〜Opening Edition〜 (1:30)
『DARKER THAN BLACK』作中で流されるTVサイズ版。「DARKER THAN BLACK盤」のみの収録。

### DVD
初回生産盤のみ付属。
1. 青春に、その涙が必要だ! (Special Edition)

## 収録アルバム
- BEST of STEREOPONY (#1)

## カバー
- Roselia［湊友希那（相羽あいな）］ - ゲーム『バンドリ! ガールズバンドパーティ!』に収録（2018年12月20日追加[3]）。